# Parafia Świętych Aniołów Stróżów w Wynnum
Parafia Świętych Aniołów Stróżów w Wynnum – parafia rzymskokatolicka, należąca do archidiecezji Brisbane.
Przy parafii funkcjonuje katolicka szkoła podstawowa Świętych Aniołów Stróżów.